# Нехо I
Нехо (Нехо I) — номарх V нижнеегипетского нома (септа) с центром в г. Саис в Дельте Нила во время додекархии, правивший на протяжении 8 лет (согласно Манефону; вероятно, 672—664 до н. э.).
Хотя Нехо никогда не принимал царского титула, он считался основателем и родоначальником XXVI династии, восшедшей на египетский престол в лице его сына Псамметиха I. Нехо известен нам преимущественно из ассирийских источников, однако существует также один египетский документ, относящийся ко времени его правления: дарственная надпись на стеле, переданной храму в Себенните жрецом Исиды Аканошем во второй год Нехо.
Происходил из династии знатных ливийских наёмников, владевших Саисом и Мемфисом. Вероятно, Нехо I был сыном саисского номарха Тефнахта II и братом своего предшественника Некаубы. Практически всю свою жизнь посвятил борьбе с кушитами, используя Ассирию в качестве союзника. Присягнув Ашшурбанипалу в 667 до н. э., он примкнул к коалиции, образовавшейся против него. После страшного погрома Саиса он был закован в цепи и приведен в Ниневию, но один из всех восставших царей был прощен Ашшурбанипалом, вновь заключившим с ним союз.
Нехо был убит в 664 до н. э. вторгнувшимися в Нижний Египет кушитами во главе с фараоном Тануатамоном, владевшим Фивами и большей частью Верхнего Египта. Сын Нехо Псамметих I восстановил независимость Египта.